# Forces rwandaises de défense
Pour les articles homonymes, voir FRD et APR.
Les Forces rwandaises de défense (FRD, en anglais Rwanda Defence Force, RDF) sont depuis juin 2002 l'armée officielle de la république du Rwanda.
Sous les régimes Hutus de Grégoire Kayibanda, de Juvénal Habyarimana, puis du gouvernement intérimaire rwandais, les forces armées du Rwanda étaient désignées sous le nom de Forces armées rwandaises (FAR). Après le génocide des Tutsis de 1994 au Rwanda, et à la suite de la victoire du Front patriotique rwandais (FPR) contre les génocidaires, l'Armée patriotique rwandaise (APR), branche armée du FPR, devient la nouvelle armée officielle du Rwanda. En juin 2002, elle est rebaptisée en Forces rwandaises de défense (en anglais Rwanda Defense Forces).
En 2021, l'armée rwandaise apporte un appui décisif au gouvernement du Mozambique confronté à une insurrection jihadiste depuis 2017,.
Fin 2023 et courant 2024, les FRD envahissent l'est de la république démocratique du Congo, en soutien au mouvement Mouvement du 23 mars, et . En octobre 2024, le chef de l’État français, Emmanuel Macron, exprime son souhait de voir le retrait de l'armée rwandaise du territoire congolais.